# Erich Hess
Pour les articles homonymes, voir Hess.
Erich Hess, né le 25 mars 1981 à Dürrenroth (originaire du même lieu), est une personnalité politique suisse, membre de l'Union démocratique du centre (UDC). 
Député du canton de Berne au Conseil national depuis novembre 2015, il est réputé être l'élu le plus à droite du Conseil national.

## Biographie
Erich Hess naît le 25 mars 1981 à Dürrenroth, dans le canton de Berne, commune dont il également originaire.
Il est camionneur de profession depuis son adolescence et sergent à l'armée. Il est par ailleurs actif dans l'immobilier et copropriétaire d'un restaurant à Bümpliz.
Il est un des responsables de la rédaction de BernAktuell, journal d'opinion bimensuel suisse basé à Berne, fondé en 1989, avec une ligne d'information régionaliste à dominante politico-sociale de tendance conservatrice[réf. nécessaire].
Secouriste et vice-président de la section des Samaritains Bern-Biel-Thun, il est également membre du Bund der Steuerzahler (Fédération des contribuables) et de Pro Libertate.
Il réside à Niederbottigen, un hameau de la périphérie de Berne. Il n'a aucun lien de parenté avec le conseiller national Lorenz Hess.

## Parcours politique
Erich Hess rejoint l'UDC à l'âge de 16 ans, en raison de la question européenne.
Il est membre du Conseil de ville (législatif) de Berne de 2005 à août 2010 et à nouveau depuis 2013. Il y crée une polémique en 2017 en dénonçant le fait qu'on voyait dans un lieu alternatif de la ville « principalement des nègres en train de dealer ». Cette déclaration donne lieu à une plainte des Jeunes Verts, qui débouche toutefois sur un non-lieu. Deux ans plus tard, la gauche l'écarte de la présidence du conseil, le jugeant indigne de la fonction.
Il siège au Grand Conseil du canton de Berne du 1er juin 2010 au 29 février 2016, puis à nouveau du 1er juin 2018 au 30 août 2020. Il obtient le meilleur score de son parti lors de sa seconde élection.
Il est président de la jeunesse de son parti du 9 février 2008 au 25 janvier 2014,,, après y avoir occupé la fonction de trésorier. Il est également l'un des membres du comité directeur de l'UDC de son canton ainsi que du comité directeur central au niveau national. En 2008, les Jeunes UDC le proposent comme candidat au Conseil fédéral. Il est à l'origine, en tant que président des Jeunes UDC, de l'initiative populaire cantonale bernoise « Pas de naturalisation de criminels et de bénéficiaires de l'aide sociale », acceptée le 24 novembre 2013 par le peuple.
Il est élu député au Conseil national comme représentant du canton de Berne en 2015 et réélu en  2019 et 2023 (quatrième mieux élu du canton).
Au parlement fédéral, il siège au sein de la Commission de gestion (CdG) et, depuis décembre 2019, au sein de la Commission de la politique de sécurité (CPS).

### Positionnement politique
Il est réputé être l'élu le plus à droite du Conseil national,,. Son mentor politique est Thomas Fuchs.
Hess est par ailleurs membre de l'Action pour une Suisse indépendante et neutre.